# TUE Santa Matilde/MAN AG-Série 800 (Metrorec)
El TUE Santa Matilde/MAN AG-Série 800 es un unidad eléctrica múltiple perteneciente a la flota del Metro de Recife. Fue producido entre 1984 y 1985 en conjunto por la Santa Matilde y por la MAN SE.